# 新納忠増
新納 忠増（にいろ ただます）は、安土桃山時代から江戸時代初期にかけての武将。島津氏の家臣。

## 略歴
新納忠元の次男として誕生。兄・忠堯が天正11年（1583年）に戦死したため嫡子となる。
天正12年（1584年）の沖田畷の戦いの際は、太刀始め（島津氏での一番太刀）を為した。天正14年（1586年）は父の名代として豊後国へ侵攻（豊薩侵攻）、平田宗祇と共に領地を拡げ大功を為した。更に肥後国内乱の平定に加わる。島津氏が豊臣秀吉に降伏すると、忠増はその人質として上洛し、また文禄・慶長の役にも従軍した。
慶長5年（1600年）、石田三成が挙兵すると島津義弘と共に西軍に参加する。同年8月22日、河田木曽川渡河の戦いでの敗戦により三成が大垣城への撤退を決断するが、その際島津豊久ら島津勢の一部は墨俣に陣を布いたままであり孤立する可能性があった。義弘は豊久らを退却させてから退却すべきと主張したが容れられず、忠増は川上久智と共に三成の馬の轡を取ってその所行を咎めたが、それでも意見は容れられなかった。忠増はその後の関ヶ原の戦いでの退却戦でも活躍し、後に大隅国山田の地頭に任命される。
慶長13年（1608年）、山田にて死去。家督は、嫡男・忠清が兄・忠堯の嫡子である忠光の婿養子となったため、次男・久連が継いだ。